# El Latino
El Latino es un periódico bilingüe en español e inglés dedicada a la comunidad hispana de San Francisco, San José y Oakland (ciudades de California). También tiene su versión en internet.
Las oficinas centrales se encuentran en San Francisco, y su editor es Ricardo Ron.
Este periódico, además de dar noticias, tiene una importante sección para informar a la comunidad hispana,  de como emprender un nuevo negocio en California.